# 댄스 댄스 레볼루션

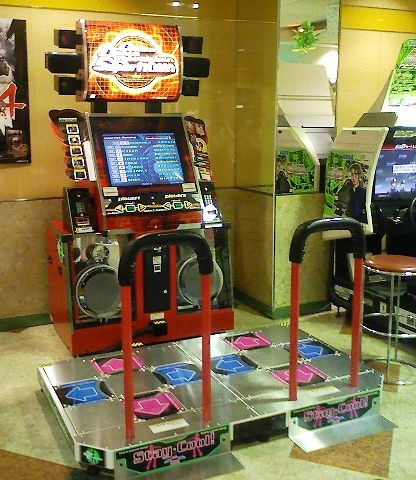
댄스 댄스 레볼루션의 Supernova 2까지의 기체.

《댄스 댄스 레볼루션》(Dance Dance Revolution), 줄여서 DDR은 코나미 사의 음악게임이다. 일본에서 1998년에 도쿄 게임 쇼에서 선을 보인 뒤 아케이드 게임으로 발매되었다. 그 뒤로 일본은 물론 세계 각지에서 큰 인기를 끌었다. 1999년 대한민국에도 정식 출시된 DDR은 청소년 층을 중심으로 인기를 끌어 이윽고 전국의 모든 게임장에 DDR이 가동되는 등 선풍적인 인기를 몰고왔다. 또 여러 곳에서 대회가 열리고 방송에서 대회를 중계하기도 하였다. 그 당시 야후! 코리아의 광고 에도 소재로 이용되는 등 사회적인 영향력이 대단했다. DDR을 못하면 이른바 '왕따'가 된다는 DDR스트레스라는 말까지 나올 정도였다.
2005년까지 (가정용 버전을 포함해) 90개 이상의 공식 버전이 발표되었다. 비마니 시리즈의 일부이며, 2007년 시점에서 지금까지 나온 DDR의 각 버전에 수록된 적이 있는 곡의 수는 1,000곡이 넘는다.
DDR은 네 개의 화살표 버튼(각각 왼쪽, 아래, 위, 오른쪽 방향)이 있는 발판 위에서 플레이하는 게임이다. 게임은 음악에 맞춰 올라오는 화살표가 화면 위쪽의 판정선에 도달하는 시점에 맞춰 발로 해당되는 발판을 누르는 방식으로 진행된다.

## 게임 모드

### 플레이 스타일
- SINGLE: 4개의 발판만을 사용하는 스타일.
- VERSUS: 2명의 플레이어가 각각 4개의 발판을 사용하는 스타일.
- DOUBLE: 플레이어 1명이 8개 발판 전부를 사용하는 스타일.

### 모드 스타일
2013년 DDR 2013 업데이트 이후 모드는 사라지게 되었다. 종전 X3 vs 2nd Mix까지의 모드는 다음과 같다.
- STARTER: 초심자를 위한 모드, 종전 BEGINNER모드가 DDR X부터 이 모드로 바뀌었다, 게임오버 없이 규정곡을 플레이 할 수 있으며, STEP마다 엄선된 곡을 플레이 할 수 있다. 또한 이 모드에서만 플레이 할 수 있는 특정곡이 존재한다.
- STANDARD: DDR 기본모드. EXTRA 스테이지 출현은 이 모드에서 할 수 있다.
- COURSE: 종전의 NONSTOP모드가 DDR X부터 이 모드로 바뀌었으며, CONCEPT 코스와 DANCE DRILL 코스(IIDX의 단수인정 코스와 비슷)의 세부적인 코스로 나뉘나, 모바일 서비스를 이용하면 RANKING 코스가 나타나게된다.
- BATTLE: 2명의 플레이어가 서로 대전할 수 있는 모드, 여러 가지 방해요소가 있으며, 배틀 게이지가 꽉 차면 상대 플레이어에게 방해요소가 전달된다.1인 플레이시에는 기기 내 CPU와의 배틀이 가능하며 CPU 레벨을 최대 5까지 조정할 수 있다, 특히 DDR X부터는 배틀모드로도 EXTRA 스테이지 출현이 가능해졌다.

### 가정용 모드 스타일
- EDIT
- TRAINING
- ENDLESS
- LESSON
- TUTORIAL
- EDIT DATA
- MISSON
- DANCE MASTER MODE / STELLA MASTER MODE / HYPER MASTER MODE
- DANCE MAGIC
- TOUCH & STEP

## 난이도 표기체계
- 발바닥 표기: 난이도를 1부터 10까지의 발바닥 개수로 표기하는 방법. (DDR SuperNOVA2부터는 발바닥이 아닌 막대기로 바뀌었다.), 발바닥 표기법은 DDRMAX에서 잠시 사라졌다가 MAX2에서 다시 부활하여 현재까지 널리 쓰이고 있다.또한 차기작인 DDR X부터는 난이도가 20까지 확대된다.
- 레이더 표기: DDRMAX 때 처음 등장한 난이도 표기체계로 난이도를 5개의 세부 기준으로 분류해 레이더식으로 표기하는 체계.

### 그루브 레이더 표기지표
- STREAM : 곡 전반에 걸친 스텝의 밀도, 이 지표가 높을수록 난이도가 높아진다.
- VOLTAGE : 스텝의 최대 집중도, 이 지표가 높은 곡은 특정 부분에 스텝이 집중돼 있다.
- AIR : 동시밟기 스텝의 빈도, 이 지표가 높을수록 점프횟수가 증가한다.
- FREEZE: FREEZE ARROW의 출현 빈도
- CHAOS: 불규칙한 리듬의 스텝 빈도, 이 지표가 높은 곡은 유저의 높은 실력을 요구하는 경우가 많다.

## 난이도 체계 (스텝)
- BEGINNER: DDR EXTREME부터 신설된 초급자 전용 난이도, SINGLE에만 존재한다.
- BASIC(구 LIGHT): 초-중급 스텝이 섞여있는 기본 난이도.
- DIFFICULT(구 ANOTNER,TRICK,STANDARD): 중급자용의 약간 어려운 스텝이 존재하는 난이도.
- EXPERT(구 MANIAC,SSR,HEAVY): 상급자용 난이도. 고난도의 스킬을 요구하는 난이도이다.
- CHALLENGE(구 ONI): DDRMAX2부터 신설된 난이도. DIFFICULT~EXPERT 사이의 난이도라고 보면 된다. 일부 곡은 EXPERT를 뛰어넘는 난이도로 등장하며, DDRMAX2 CHALLENGE 전용곡에는 이 난이도만 있다.

## FREEZE ARROW
일반 스텝과 달리 일정시간동안 지속적으로 밟아야 하는 일종의 롱노트로 DDRMAX에 처음으로 도입된 요소이다. 클리어 여부에 따라 OK/NG 판정이 내려진다. 두 개의 스텝 모두 FREEZE ARROW 인 경우에는 두 개 스텝을 동시에 처리 성공해야 OK 판정을 받으며, 처리에 실패하면 NG 판정을 받는다. 이 경우 콤보가 끊기지는 않으나 점수에 영향을 미친다.

## 플레이 옵션

### SPEED
화살표의 이동 속도를 바꿔주는 옵션. x1.5, x2, x3, x5, x8 이 기본 배속이며, CHALLENGE 모드 한정으로 x0.25, x0.5 배의 강제 옵션이 존재한다.
SuperNOVA2에서는 일정조건을 만족하면 STANDARD 모드에서도 x0.25, x0.5 배속 옵션을 사용할 수 있다.

### BOOST
화살표가 가속하여 올라오는(내려오는)옵션, CHALLENGE 모드 한정으로 판정라인에서 화살표가 급감속하는 "BRAKE", 화살표가 물결치며 올라오는 "WAVE"의 강제옵션이 존재한다. 이 두 옵션 역시 일정조건을 채우면 STANDARD 모드에서도 사용할 수 있다.

### APPEARANCE (하나의 옵션만 사용가능)
- HIDDEN: 화살표가 올라오는 도중 사라지는 옵션.
- SUDDEN: 화살표가 갑자기 나타나는 옵션.
- STEALTH: 화살표가 아예 나타나지 않는 옵션.

### TURN (하나의 옵션만 사용 가능하며, DOUBLE에서는 MIRROR만 사용 가능)
- MIRROR: 스텝이 180도 회전하는 옵션.
- LEFT: 스텝이 왼쪽으로 90도 회전하는 옵션. (DOUBLE 사용불가)
- RIGHT: 스텝이 오른쪽으로 90도 회전하는 옵션. (DOUBLE 사용불가)
- SHUFFLE: 스텝이 랜덤으로 올라오는 옵션. (DOUBLE 사용불가)

### DARK
스텝 판정 존이 보이지 않는 옵션.(bad,good,perfect 등 판정이 아님)

### SCROLL (하나의 옵션만 사용 가능)
- NORMAL: 스텝이 아래에서 위로 올라오는 옵션.
- REVERSE: 스텝이 위에서 아래로 내려오는 옵션, 스텝 존과 게이지도 아래에 위치하게 됨.

### ARROW (하나의 옵션만 사용 가능)
- VIVID: 박자에 따라 스텝의 색상이 다르게 올라오는 옵션, 기본 옵션으로 설정되어 있다.
- FLAT: 박자에 따라 올라오는 스텝이 한 색깔로 통일되어 올라오는 옵션.
- RAINBOW(SOLO): 화살표가 DDR Solo 2000과 같은 색상으로 올라오는 옵션, VIVID보다 색상이 잘 구분되어 있어서 박자를 더 확실히 알 수 있다.
- NOTE: 화살표가 1/4박자(적색), 1/8박자(청색), 1/16박자(황색), 그 이외 박자(초록)에 맞게 색상이 구분되어 올라오는 옵션, 박자를 가장 확실히 알 수 있는 옵션이다.

### CUT(LITTLE)
화살표가 1/4박자를 제외한 모든박자의 화살표가 올라오지 않는 옵션, 이 옵션을 적용하면 보면이 간단하게 된다. (DDR EXTREME까지는 LITTLE이라는 이름으로 ARROW 카테고리에 존재했었다.)

### FREEZE ARROW
FREEZE ARROW의 ON/OFF를 선택할 수 있는 카테고리, OFF를 선택하면 롱노트 형태가 아닌 최초 박자의 화살표로 올라오게 된다.

### JUMP
보면중 2개의 화살표를 밟는 부분의 삭제 유무를 선택하는 카테고리.

## 출시된 버전

### 아케이드판
- Dance Dance Revolution (1998.9)
  - DDR의 첫 정식버전이다.
- Dance Dance Revolution Internet Ranking Version (1998.11.18)
  - 1st Mix의 업데이트 버전으로 수록곡이 2곡 추가됐으며, MANIAC, DOUBLE ANOTHER 채보가 추가되었고, 인터넷 랭킹이 도입되었다.
- Dance Dance Revolution 2nd MIX (1999.1.29)
  - 수록곡이 32곡으로 늘어났으며, STEP BATTLE, 랜덤 디스크가 추가되었다.
- Dance Dance Revolution 2nd MIX LINK Version (1999.4.28)
  - 2nd Mix의 첫 번째 업데이트 버전으로 플레이 스테이션판 DDR 1st Mix와 메모리 카드에 의해 링크가 되는 기능이 탑재된 버전. 고유의 스텝을 만들 수 있는 EDIT 데이터 사용이 가능하고, ALL MUSIC 모드가 추가되었으며 (이 모드에 한정해 난이도를 곡마다 선택 가능하게 하였다), 가정용 신곡도 추가되었다.
- Dance Dance Revolution 2nd MIX CLUB Version (1999.5.6)
  - 클럽 키트라고 하는 추가 키트를 이용해 beatmania IIDX(비트매니아 IIDX)와 링크 플레이가 가능한 작품으로, 같은 케이스의 곡을 사용해 협력 플레이 할 수 있게 된 버전이다. 선택할 수 있는 보면은 BASIC으로 제한되며, 플레이 가능한 곡도 제한되었다.
- Dance Dance Revolution 2nd MIX CLUB Version 2 (1999.7.27)
  - DDR 사상 최초로 9 난이도가 등장한 시리즈. 룰을 게이지 공유형으로 변경하여 보면, 플레이 가능 곡 수가 늘어났으며, IIDX에 있는 EXPERT 모드를 추가하였다. 또한 시리즈 사상 최초로 BPM 변속이 등장한 작품이기도 하다.
- Dancing Stage featuring. TRUE KiSS DESTiNATiON (1999.7.27)
  - 코무로 테츠야와 요시다 마미의 유닛을 피쳐링 한 그룹 TRUE KiSS DESTiNATiON (후에 Kiss Destination으로 그룹명 변경)의 곡을 수록한 "Dancing Stage"의 첫 번째 작품. 화살표의 모양이 난이도마다 다른 등, DDR과의 차이를 강조한 구조가 되어 있었고, 클리어가 어려운 보면이 등장하였다. TRUE KiSS DESTiNATiON과 전혀 상관없는 코나미 오리지널 곡이 2곡 수록되기도 했다.
- Dance Dance Revolution Solo BASSMIX (1999.8.19)
  - 1인 전용-6패널의 전용 케이스를 탑재한 DDR의 스핀오프 시리즈. 통신 대전/협력 플레이 기능, NONSTOP MEGAMIX 모드를 탑재했다. BASS MIX라는 이름답게 마이에미 베이스 장르의 음악이 많이 수록됐다.
- Dance Dance Revolution 3rd MIX (1999.10.30)
  - 3번째 버전. MANIAC 채보는 STEP STEP REVOLUTION(SSR)모드로 독립하고(DOUBLE에도 추가되었다). 2nd MIX의 곡도 2nd MIX 모드로 전환하는 것으로 플레이 할 수 있다. 또, 새롭게 UNISON 모드, 논스톱 모드, 가사 표시 기능이 추가되었고, 에디트 데이터의 형식이 가정용 2nd MIX Link Version으로 변경되고 있다. 또한 beatmania IIDX (비트매니아 IIDX) 이식곡 4곡이 리믹스되어 은폐곡으로 수록된 작품이다. 하지만 SSR 모드로 선택시 SSR난이도만 선택할 수 있어 난이도 변경이 불가능했고 2nd MIX 모드 선택시 3rd MIX의 곡을 플레이 할 수 없는 단점이 발생하기도 했다. 이후 2000년에 대한민국에서도 몇몇 곡을 삭제하고 대신 일부 한국의 가요를 수록하여 발매되기도 했지만, 펌프 잇 업에 밀려 큰 인기를 끌지 못했다.
- Dance Dance Revolution Solo 2000 (1999.12.16)
  - Solo 시리즈 2번째 작품. 플레이 모드 선택때 플레이 패널 수를 선택할 수 있도록 했다.
- Dancing Stage featuring. DREAMS COME TRUE (1999.12.25)
  - 일본 유명 그룹 DREAMS COME TRUE의 곡들을 피쳐링한 DS 두 번째 작품. 코나미 오리지널 곡은 없으며, 화살표 스킨 5종류 (해금 커맨드 입력 후 15종류)를 선택하여 플레이 할 수 있다.
- Dance Dance Revolution 3rd MIX PLUS (2000.6.21)
  - 3rd MIX의 버전 업 작품. 4th MIX의 개발이 늦어지면서 팬들의 요구에 의해 발매한 것으로 알려져 있다. 가정용 3rd MIX에 추가된 추가곡과 댄스매니아 라이센스 3곡, 시리즈 사상 처음이자 마지막으로 한국의 가요를 채용한 작품이기도 하다. 또한 SSR 모드의 폐지로 인해 해당 모드의 채보들이 전부 MANIAC 채보로 편입되어 기존의 난이도 선택 형태를 취하게 되었으며. 처음으로 과거의 수록곡 중에서 일부 곡이 삭제되었다.
- Dance Dance Revolution 4th MIX (2000.8.24)
  - 기존의 Solo 시리즈를 통합한 작품. Solo 시리즈 전용 6패널 케이스에도 이 버전이 들어갔다. 이로 인해 대량의 보면이 추가되었다. 또한 늘어난 수록곡을 정리하기 위해 특정 장르의 곡을 선택할 수 있는 "GENRE SELECT" 시스템을 채용. 메인 모드 외에 타 미디어 와의 제휴 기능을 통합한 "LINK MODE"를 도입한 작품이기도 하다.
- Dancing Stage featuring. Disney's RAVE (2000.11.30)
  - 에이벡스사에서 디즈니 애니메이션을 소재로 발매한 앨범의 수록곡을 수록한 작품. 동시 릴리스 된 플레이 스테이션 판에서는 DDR 시리즈로 취급된다. 결과 표시 화면에서는 PS판의 "DIET MODE" 와 같은 계측 결과가 표시되어, 표시된 패스워드를 코나미 사이트에 보내는 것으로 개인의 누계 데이터를 볼 수 있었다.
- Dance Dance Revolution 4th MIX PLUS (2000.12.28)
  - 소량의 신곡이 추가되었고, 일부 MANIAC 채보에 채보수정이 가해진 버전이다. 또한 Solo 시리즈 마지막 작품이기도 하다.
- Dance Dance Revolution 5th MIX (2001.3.27)
  - 디폴트로 전곡 선곡이 가능해진 첫 시리즈. 시리즈 최초로 3분 정도 길이의 롱 버전곡이 등장했고, 오디션 기획으로 여성 그룹 BeForU가 결성되어 이들의 곡이 수록되고 리믹스 오디션에 당선된 STM 200의 리믹스 곡이 수록되었다. 또한, 일부 곡에서 보면이 정지하는 트랩이 최초로 등장했고. 곡 선택 방식이 종 스크롤 방식으로 바뀌었으며, 1st ~ 3rd PLUS 대부분의 수록곡이 삭제된 작품이기도 하다.
- DDRMAX: Dance Dance Revolution 6th MIX (2001.10)
  - DDR 롱노트 시스템인 FREEZE ARROW, 새로운 난이도 표시체계인 그루브 레이다가 탑재된 최초의 작품(기존의 발바닥 난이도 표기 삭제). 난이도 체계가 LIGHT, STANDARD, HEAVY 체계로 개편되었으며. EXTRA STAGE가 다시 등장했고, 구곡이 전부 삭제되었으며, 난이도 10(후에 출시될 DDRMAX2에서 정식표기)짜리 곡이 최초로 등장한 작품이기도 하다.
- DDRMAX2: Dance Dance Revolution 7th MIX (2002.3)
  - 인기 투표에 의한 과거의 코나미 오리지널 곡들이 부활한 작품. 최상급자용 모드로 ONI(CHALLENGE)모드를 추가했고, 전작(DDRMAX)에서 사라진 발바닥 개수에 의한 난이도 표기가 부활했다(이 작품부터 난이도 10이 정식으로 표기되었다).
- Dance Dance Revolution EXTREME (2002.12.25)
  - 구곡이 대폭으로 늘어났고, 타 비마니시리즈 게임 수록곡이 다량으로 이식된 작품. NONSTOP 모드가 부활했고, LIGHT(기존 BASIC) 보면보다 쉬운 입문자 전용의 BEGINNER 모드가 추가되었으며, 반짝이는 10 난이도가 도입되었다. 한 때 일본에서 발매되는 마지막 아케이드 DDR 시리즈가 될뻔했으나 팬들의 요구로 3년 후에 새로운 시리즈 SuperNOVA가 발매됐다.
- Dance Dance Revolution SuperNOVA / Dancing Stage SuperNOVA(유럽판 작품명) <2006.7.12(일본), 2006.4(북미), 2006.5(유럽)>
  - 일본에서는 약 3년 반, 북미에서는 약 5년 만에 출시된 아케이드판 신작. 일-미-유럽 3곳에서 비슷한 시기에 출시되었다. 이로 인해 GLOBAL INTERNET RANKING이 실시되었으며. 시스템 기판이 기존 573 기판에서 플레이 스테이션 2를 기반으로 한 기판으로 바뀌었다. 난이도 체계가 BEGINNER(SINGLE 한정)-BASIC(구 LIGHT)-DIFFICULT(구 STANDARD)-EXPERT(구 HEAVY)-CHALLENGE(일부 곡 한정)로 개편되었고, 수록곡은 300곡 이상이 된다. 플레이 스테이션 메모리 카드를 이용한 가정용 버전과의 연동 기능은 삭제되었다. 또한 이번 작품부터 일본판과 일부 아시아 지역판(대만·홍콩)은 코나미 아케이드 네트워크 시스템인 e-AMUSEMENT에 대응된다 (카드는 e-AMUSEMENT PASS 카드를 사용한다).
- Dance Dance Revolution SuperNOVA2 <2007.8.22(일본), 2008.1.18(북미)>
  - 기타프릭스/드럼매니아의 EXTRA RUSH 시스템과 비슷한 해금 시스템이 도입된 작품. e-AMUSEMENT 시스템을 활용한 다양한 해금요소가 등장했으며, 기존 그루브 레이다 난이도 체계를 이용하여 개별적 요소에 특화된 채보(MY GROOVE RADAR, 총 5곡)가 등장하였다. 또 가정용 전용이었던 DIET MODE가 WORKOUT MODE란 이름으로 추가되었다. 기존 ONE MORE EXTRA STAGE는 ENCORE EXTRA STAGE로 이름이 바뀌었으며, 북미지역에서는 딱 한 곳에서 e-AMUSEMENT PASS를 사용할 수 있었다.
- Dance Dance Revolution X <2008.12.24 (일본)>
  - DDR 출시 10주년 기념작. 유럽판도 타이틀 제목이 "Dance Dance Revolution"으로 통일된다. 16:9 비율에 화면을 사용하는 새로운 기체가 도입되었고, 에디트 기능이 부활했으며(USB 메모리 사용), 난이도가 1~20까지로 확대되었다. 그리고 기판이 기존 플레이 스테이션 2 기판에서 PC기판 (Windows XP Embedded)으로 바뀌었다.
- Dance Dance Revolution X2 <2010.7.7 (일본)>
- Dance Dance Revolution X3 vs 2nd MIX <2011.11.30 (일본)>
  - 이 작품은 X3(기본) 모드와 2nd MIX모드를 선택할 수 있으며, 특히 2nd MIX 모드의 디자인은 고화질로 재현된 디자인이다. 처음에는 X3 모드 플레이시 2nd MIX의 곡들을 e-AMUSEMENT PASS로 직접 해금해야 했으나, 2012년 8월 2일부터 X3 모드 플레이시 기본적으로 2nd MIX의 곡들을 선택 할 수 있게되었다.
- Dance Dance Revolution <2013.3.14 (일본), 2014.2.7 (대한민국)>
  - 이 작품은 시리즈명을 빼고 제목만 남긴 리부트작. 2000년에 3rdMIX VER.KOREA2 이후로 끊겼던 정식 발매가 유니아나에 의해 다시 이어져 2014년, 대한민국에 다시 부활하였다.
- Dance Dance Revolution <2014.5.12 (일본), 2014.7.22 (대한민국)>
  - 어펜드 수준으로 인터페이스와 스테이지가 바뀌었다.
- Dance Dance Revolution A <2016.3.30 (일본), 2016.4.4 (대한민국), 2016.7.7 (미국)>
  - 전 작과 달리 부제가 다시 달리게 된 완전한 새 시리즈로서, 댄스 댄스 레볼루션 X2 이후 끊긴 미국 정발이 다시 개시된 작품이자 정식적으로 북미지역에서 e-AMUSEMENT PASS가 연동된 작품이기도 하다.
- Dancerush STARDOM<2018.3.23 (일본), 2018.9.14 (대한민국), 2018.5.4 (미국)>
  - DDR 출시 20주년 기념작. 셔플 댄스를 응용하여 플레이하며 퍼포머스에 중점을 둔 리듬게임이다. E-AMUSEMENT PASS와 PASELI 연동된다.(북미지역 E-AMUSEMENT PASS 연동 가능)
- Dance Dance Revolution A20<2019.3.20 (일본 20주년 신기체), 2019.7.24 (일본 기존기체), 2019.8.1 (대한민국)>
  - DDR 출시 20주년으로 나온 신작. 일본 신기체에서 먼저 발매하고 구기체 업그레이드는 일본을 기준으로 2019년 7월 24일부터 순차적으로 진행되었다.
- Dance Dance Revolution A20 PLUS<2020.7.1 (일본 20주년 신기체), 2020.7.6 (일본/대한민국 구기체)>
- Dance Dance Revolution A3<2022.3.17 (일본 20주년 신기체), 2022.6.22 (일본/대한민국 구기체)>, <2024.4.30(SD 구기체 네트워크 서비스 종료)>
- Dance Dance Revolution WORLD<2024.6.12 (전세계 모든 기체 일괄적 동시 업데이트)>

#### 일본 외 발매작
- Dance Dance Revolution (아시아판) <2000>
  - 대한민국에서 발매된 버전과 동일하다. 시스템은 일본판 2nd MIX를 따르고 있고 1st 일부곡과 2nd 일부곡이 혼합되어 수록되었다.
- Dance Dance Revolution USA (북미판) <2001>
  - DDR 북미판 버전, 수록곡도 일본판과는 차이가 있다.
- Dancing Stage (유럽판)
  - DDR의 유럽판 첫 번째 출시작. 일본판 2nd MIX를 베이스로 하고 있다.
- Dancing Stage EuroMIX (유럽판)
  - 일본판 3rd MIX를 베이스로 하고있다.
- Dancing Stage EuroMIX 2 (유럽판) <2002.8>
  - 일본판 DDRMAX2를 베이스로 하고 있으며, 일본판에 있는 ONI모드는 없다.
- Dancing Stage Fusion (유럽판) <2005>

#### 어린이용
- Dance Dance Revolution Kids (2000.12)
  - 전용 케이스로 만들어진 어린이용 DDR. 게임 난이도는 기존 DDR보다 낮으며, 애니메이션 주제곡 등을 주로 수록하고 있다.

### 가정용 (플레이 스테이션)
- Dance Dance Revolution (1999.4.10)
  - 가정용으로 발매된 첫 버전으로 아케이드 1st 인터넷 랭킹 버전을 기초로 제작됐다. 2nd의 곡 4곡이 선행 수록되었다.
- Dance Dance Revolution 2ndReMIX (1999.8.26)
  - AC 1st와 PS용 메모리 카드를 통해 연동되는 기능이 추가됐고, 가정용 만의 신요소가 많이 생겨 2ndReMIX라는 부제가 붙었다. 3rd의 곡 2곡이 선행 수록되었다.
- Dance Dance Revolution 2ndReMIX APPEND CLUB VERSION vol.1 (1999.11.25)
  - AC의 2ndMIX 클럽버전을 이식한 버전으로 가정용 2ndReMIX가 있어야 플레이가 가능하다.
- Dancing Stage featuring TRUE KiSS DESTiNATiON (1999.12.9)
- Dance Dance Revolution 2ndReMIX APPEND CLUB VERSION vol.2 (1999.12.22)
  - AC의 2ndMIX 클럽버전을 이식한 버전으로 가정용 2ndReMIX가 있어야 플레이가 가능하다.
- Dancing Stage featuring DREAMS COME TRUE (2000.4.20)
- Dance Dance Revolution 3rdMIX (2000.5.18)
  - AC 3rdMIX를 이식한 버전으로 최초로 DDR을 하면서 소비한 칼로리를 계산 해주는 DIET MODE가 등장하였다. 4th의 곡 2곡이 선행 수록되었고 라이센스 문제로 인해 3곡이 삭제되었다.
- おはスタ Dance Dance Revolution (2000.9.14)
  - 당시의 일본 어린이 프로그램 "おはスタ : 안녕 스튜디오"에서 방영된 인기곡을 수록한 버전
- ときめきメモリアル2 Substories Dancing Summer Vacation (2000.9.28)
  - 코나미의 대표 연애 시뮬레이션 게임인 'ときめきメモリアル' 시리즈의 외전으로 게임 스토리 전체가 DDR과 연관되어 있다. DDR 전용 콘트롤러가 대응되는 버전이다. 게임 중 'Dance Dance Revolution Tokimeki MIX'라는 미니 DDR 게임이 등장한다. 수록곡은 7곡으로 전부 도키메키 메모리얼 시리즈의 인기곡의 어레인지 버전이다.
- Dance Dance Revolution Disney's RAVE (2000.11.30)
- Dance Dance Revolution BEST HITS (2000.12.21)
  - 1st ~ 3rd까지의 인기곡 29곡만을 수록한 작품
- Dance Dance Revolution 4thMIX (2001.3.15)
  - AC 4th를 이식한 버전으로 이번 버전부터 MAX까지는 과거 버전의 수록곡은 수록되지 않았다. (전작 3rdMIX에서 라이센스 문제로 미수록되어 이번 버전에 수록된 3곡 제외)
- Dance Dance Revolution EXTRAMIX (2001.6.7)
  - 아케이드판 4thMIX PLUS, Solo Bass Mix, Solo 2000의 곡들을 수록한 작품, 시스템은 4th Mix 기반. AC 4thMIX Plus에서 수록된 과거곡의 스텝 데이터를 포함하고 있다.
- Dance Dance Revolution 5thMIX (2001.9.20)
  - AC 5thMIX를 이식한 버전으로 플레이 스테이션으로 발매된 마지막 일본판이다. 메모리 카드안에 있는 여러 버전의 DDR 데이터에 따라서 관련 이미지가 출현하는 GALLERY와 공모전을 통해 모집한 플레이어들의 오리지널 스텝 데이터를 수록했다. AC EXTREME까지의 스코어 데이터를 확인할 수 있다.

#### 일본 외 발매작
- Dance Dance Revolution (북미판)
- Dance Dance Revolution Disney MIX (북미판)
- Dancing Stage EuroMIX (유럽판)
- Dancing Stage Party Edition (유럽판) <2002.11.22>
- Dancing Stage Disney MIX (유럽판)
- Dancing Stage Fever (유럽판) <2003.10>
  - 시스템은 일본판 4th 기반
- Dancing Stage Fusion (유럽판) <2004.10>

### 가정용 (플레이 스테이션 2)
- DDRMAX: Dance Dance Revolution 6thMIX (2002.5.16)
  - 댄스 댄스 레볼루션 최초의 플레이 스테이션 2 이식작.
- DDRMAX2: Dance Dance Revolution 7thMIX (2003.4.24)
- Dance Dance Revolution EXTREME (2003.10.9)
  - AC DDRMAX에서 삭제됐던 캐릭터 댄서들이 춤추는 DANCER OPTION이 부활했고 110곡 이상의 많은 곡이 수록되었다. PS2의 기기 사양이 AC에 사용됐던 기판보다 훨씬 좋아 동영상 등 여러 면에서 AC판보다 향상된 성능을 보여준다.
- Dance Dance Revolution Party Collection (2003.12.11)
  - 1st~EXTREME까지의 인기곡을 모은 버전이다. 그러나 몇몇 곡은 가정용 EXTREME에 수록되어 수록이 제외됐다. 전작이 발매된 지 2달 만에 신작이 나온 특이한 버전이다. 크리스마스 기간 (매년 12월 24~25일)에는 특수 엔딩이 출현한다.
- DDR FESTIVAL: Dance Dance Revolution (2004.11.18)
  - 가정용 오리지널 판으로 소니의 아이토이를 지원한 시리즈이다. 1st~EXTREME까지의 인기곡과 북미에서 발매된 DDR ULTRAMIX의 수록곡을 수록한 버전
- Dance Dance Revolution STRIKE (2006.2.16)
  - 북미에서 발매된 DDR ULTRAMIX2와 북미판 EXTREME에 수록됐던 곡들을 수록한 시리즈, 이번 버전부터 은폐곡의 출현을 위해서는 DANCE MASTER MODE를 완주해야만 한다. PS2판 기타프릭스 V &드럼매니아 V, 팝픈뮤직 12 : いろは, beatmania IIDX 10th Style의 데이터가 메모리 카드에 존재하면 각각의 게임에 해당하는 은폐곡이 등장하기도 했다.
- Dance Dance Revolution SuperNOVA <2007.1.25(일본), 2006.9.26(북미)>
  - AC SuperNOVA를 이식한 버전으로 은폐곡 출현을 위해서는 STELLA MASTER MODE를 완주해야만 한다.
- Dancing Stage SuperNOVA (유럽판) <2007.4>
- Dance Dance Revolution SuperNOVA2 <2008.2.21(일본), 2007.9.25(북미)>
  - AC SuperNOVA2를 이식한 버전으로 은폐곡 출현을 위해서는 HYPER MASTER MODE를 완주해야만 한다.
- Dance Dance Revolution X (일본:2009.1.29, 북미:2008.9.16)
  - DDR 출시 10주년 기념작. AC DDR X를 이식한 버전으로 은폐곡 출현을 위해서는 STREET MASTER MODE를 완주해야 한다. 그리고 일본판 DDR X에서는 EDIT MODE를 통해 제작한 자작 스텝을 USB메모리를 이용해 아케이드판에서 즐길 수 있다.

#### 일본 외 발매작
- Dancing Stage SuperNOVA2 (유럽판) <2008.10.3>
- DDRMAX: Dance Dance Revolution (북미판) <2002.12>
- DDRMAX2: Dance Dance Revolution (북미판) <2003.9.24>
- Dance Dance Revolution EXTREME (북미판) <2004.9.24>
- Dance Dance Revolution EXTREME2 (북미판) <2005.9.27>
- Dancing Stage Fever (유럽판) <2003.10>
- Dancing Stage Fusion (유럽판) <2004.10>
- Dancing Stage Max (유럽판) <2005.11.25>

### 가정용 (드림캐스트)
- Dance Dance Revolution 2ndMIX Dreamcast Edition (2000.2.17)
  - 1st가 드림캐스트로 발매된 적이 없어 전작의 곡 (코나미 오리지널곡과 라이센스 곡)을 전부 수록했다.
- Dance Dance Revolution CLUB VERSION Dreamcast Edition (2000.4.27)

### 가정용 (닌텐도 64)
- Dance Dance Revolution ディズニー ダンシングミュージアム (2000.11.30)

### 가정용 (닌텐도 게임큐브)
- Dance Dance Revolution with MARIO/Dance Dance Revolution Mario Mix <2005.7.24(일본), 2005.10.24(북미)>
  - 닌텐도사의 유명 캐릭터 마리오를 소재로 한 버전으로 마리오 시리즈의 주요 곡들을 댄스 버전으로 편곡하였다.

### 휴대용 (게임보이 컬러)
- Dance Dance Revolution GB (2000.8.3)
- Dance Dance Revolution GB 2 (2000.11.16)
- おはスタ Dance Dance Revolution GB (2001.2.8)
- Dance Dance Revolution GB 3 (2001.3.15)

### 가정용 (Xbox)
- Dance Dance Revolution ULTRAMIX (북미판) <2003.11.18>
- Dance Dance Revolution ULTRAMIX2 (북미판) <2004.11.18>
- Dance Dance Revolution ULTRAMIX3 (북미판) <2005.11>
- Dance Dance Revolution ULTRAMIX4 (북미판) <2006.11.14>
- Dancing Stage Unleashed (유럽판) <2004.3.12>
- Dancing Stage Unleashed2 (유럽판) <2005.5.13>
- Dancing Stage Unleashed3 (유럽판) <2006.3.17>

### 가정용 (엑스박스 360)
- Dance Dance Revolution UNIVERSE (북미판) <2007.3.2>
- Dance Dance Revolution UNIVERSE 2 (북미판) <2007.12.4>
- Dance Dance Revolution UNIVERSE 3 (북미판) <2008.10.21>
  - DDR 출시 10주년 기념작, 한국에서도 정식으로 발매되었다.

### 가정용 (Wii)
- Dance Dance Revolution HOTTEST PARTY <2007.10.25(일본), 2007.9.25(북미)>
  - Wii로 처음 발매되는 DDR 시리즈로 수록곡 전부가 완전 신곡이다.
- Dance Dance Revolution HOTTEST PARTY 2 (북미판) (2008.9.16)
  - DDR 출시 10주년 기념작.
- Dance Dance Revolution フルフル♪パーティー (DDR HOTTEST PARTY 2의 일본판) (2008.12.18)
  - DDR 출시 10주년 기념작.

### 가정용 (PC)
- Dance Dance Revolution (북미판)
  - 시스템은 4th기반으로 수록곡은 1st~4th의 코나미 오리지널 곡이 수록되었다.

## 주요 아티스트
DDR에 수록되는 곡들은 코나미 내부 아티스트가 만드는 곡과 EMI 뮤직 재팬에서 발매한 컴필레이션 앨범 댄스매니아의 수록곡, 외부 판권 (어레인지)곡 등으로 분류할 수 있다.
아래는 DDR에 참여한 주요 코나미 내부 아티스트들을 나열한 것이다.
- 마에다 나오키 (NAOKI)
  - DDR 초창기부터 쭉 사운드 프로듀서를 맡은 아티스트, DDR의 아버지라고도 불린다, 현재는 퇴사하여 캡콤으로 이적.
- 카리시마 준코 (jun)
  - DDRMAX2부터 참가한 아티스트, 주로 사운드 디렉터를 맡고 있다. 현재는 퇴사하여 캡콤으로 이적.
- 유이치 아사미 (U1 Asami)
  - 주로 가정용 DDR 사운드 디렉터를 담당한다.
- 후지모리 소타 (Sota Fujimori, SySF.)
  - 가정용 MAX~FESTIVAL까지의 사운드 디렉터를 담당했다.
- 타구치 야쓰히로 (TAG)
  - 현재 DDR의 사운드 디렉터이다.

## 법적 공방
코나미는 DDR의 아류작이라고 판단되는 여러 제품에 대해서 특허권을 주장하며 이와 관련해 소송을 걸었는데 대표적으로 안다미로사의 펌프 잇 업을 둘러싼 법정 공방이었다. 서울지방법원은 이 소송에서 펌프 잇 업이 DDR의 디자인 의장권을 침해했다는 사실을 인정해 코나미의 손을 들어줬다. 안다미로는 서울지방법원의 판결에 반발하며 서울고등법원에 항소해 소송이 계속되었다. 한편, 특허를 둘러싸고 특허심판원에서도 비슷한 내용의 소송이 이어졌는데 여기서는 특허법원이 안다미로의 손을 들어줬다. 이에 항소에 항소를 거듭하는 지루한 법적 공방이 이어지게 되었다.
그러나 미국에서는 사정이 달랐다. 안다미로의 북미지사인 안다미로 USA는 1988년에 등록한 발판을 이용한 게임의 대한 특허권을 근거로 코나미가 특허권을 침해했다며 역으로 코나미에 소송을 걸었다.
이러한 법정 공방은 2002년 코나미와 안다미로가 장기화 되는 소송에 의해 막대한 피해를 입고 있다고 판단하여 서로 간의 지적재산권을 인정하는 선에서 매듭짓고 국내와 미국에서 진행되던 소송은 전부 취하하는 것으로 양측 합의가 되어 법정 공방은 종료됐다.
또한, 미국산 게임인 인 더 그루브를 소송을 통해 운영치 못하게 만들고, 코나미는 직후에 댄스 댄스 레볼루션 SUPERNOVA용 업그레이드 키트를 발매하였다.

## 같이 보기
- 크리스 차이크